# Ilhas Granadinas

Mapa das ilhas Granadinas

As ilhas Granadinas (em inglês: Grenadines Islands) são uma cadeia de cerca de 600 ilhas situadas no mar do Caribe, dentro do grupo das Ilhas de Barlavento. Encontram-se politicamente divididas entre as nações insulares de São Vicente e Granadinas e Granada, que se repartem o norte e o sul da cadeia insular, respetivamente, sendo separados pelo Canal de Martinica. As ilhas principais das Granadinas são:
- Granada, 
  - Carriacou
  - Ilha Ronde
  - Pequena Martinica
  - Ilha Caille
  - Ilha Diamante
  - Ilha Large
  - Ilha Saline
  - Ilha Frigate

- São Vicente e Granadinas
  - Bequia
  - Canouan
  - Mayreau
  - Mustique
  - Ilha Palm
  - Pequeno San Vicente
  - Tobago Cays
  - Ilha União
  - Baliceaux
  - Bettowia
  - Ilha de Young